# 德意志波希米亞省

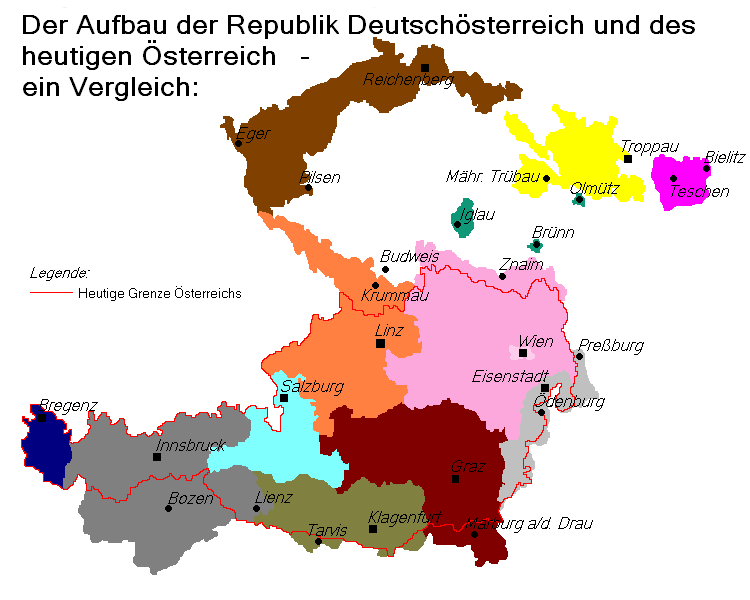
德意志-奧地利共和國內的：
蘇台德省
德意志波希米亞省

德意志波希米亞省（德語：Provinz Deutschböhmen）是現捷克共和國波西米亞歷史上的的一個省。它在第一次世界大戰後建立，作為德意志-奧地利共和國的一部分曾短暫存續。構成該省的土地後來被稱為“蘇台德地區”。
它包括波希米亞北部和西部的部分地區，當時主要由德意志人居住。 重要的人口中心有：
- 賴興貝格（Reichenberg，今利貝雷茨）
- 奧西格（Aussig，今拉貝河畔烏斯季）
- 特普利茨-舍瑙（Teplitz-Schönau，今特普利採）
- 杜克斯（Dux，今杜赫佐夫）
- 埃格爾（Eger，今海布）
- 瑪麗恩巴德（Marienbad，今瑪麗亞溫泉市）
- 卡爾斯巴德（Karlsbad，今卡羅維瓦利）
- 尼斯河畔加布隆茲（Gablonz an der Neiße，今亞布洛內茨）
- 萊特梅里茨（Leitmeritz，今利托梅日采）
- 布呂克（Brüx，今莫斯特）
- 薩茲（Saaz，今扎泰茨）